# Conseil européen des 12 et 13 décembre 2019
Le Conseil européen des 12 et 13 décembre 2019 porte principalement sur le changement climatique, le budget à long terme de l'UE, les relations extérieures, l'Union économique et monétaire et le Brexit.

## Conclusions

### Conférence sur l'avenir de l'Europe
Le Conseil européen examine « l'idée d'une conférence sur l'avenir de l'Europe, qui débuterait en 2020 et s'achèverait en 2022, et à laquelle seraient associés le Conseil, le Parlement européen et la Commission dans leurs rôles respectifs »

### Changement climatique
La première des six priorités qui figurent dans le programme d'actions 2019-2024 présenté par Ursula von der Leyen intitulé « Une Union plus ambitieuse » est de répondre aux défis écologiques. Quelques jours après son entrée en fonction, la Commission européenne a présenté le 11 décembre 2019 un « Pacte vert pour l'Europe » dont l'ambition est que l'Europe devienne le premier continent climatiquement neutre au monde d’ici à 2050,.
Durant le Conseil européen, les dirigeants de l'UE « ont approuvé l'objectif consistant à rendre l'Union européenne neutre pour le climat d'ici à 2050, conformément à l'accord de Paris. Ils ont souligné que la transition vers la neutralité carbone offrira d'importantes perspectives en termes de croissance économique, de marchés, d'emploi et de développement technologique ».
Les Vingt-Sept ne sont pas parvenus à embarquer l’ensemble des États membres sur cet objectif, érigé en priorité par l’UE. La Pologne, cinquième pays de l'Union et un des plus gros émetteurs de carbone de l’UE puisque dépendante du charbon à 80 % pour son électricité, a refusé de prendre cet engagement sur le plan national : « la Pologne, à ce stade, n'a pu s'engager à mettre en œuvre cet objectif, c'est pourquoi le Conseil européen reviendra sur cette question en juin 2020 ». Angela Merkel et Emmanuel Macron se sont dits satisfaits de ce compromis.
Pour rallier à ce compromis la République tchèque et la Hongrie qui souhaitent recourir à l'énergie nucléaire, le texte des Conclusions du Conseil mentionne explicitement la possibilité de son emploi en ces termes : « Le Conseil européen est conscient de la nécessité d'assurer la sécurité énergétique, et de respecter le droit des États membres de décider de leur bouquet énergétique et de choisir les technologies les plus appropriées. Certains États membres ont indiqué qu'ils recourent à l'énergie nucléaire dans le cadre de leur bouquet énergétique national »,.

### Budget à long terme de l'UE
Le Conseil européen a débattu des principaux éléments du cadre financier pluriannuel (CFP) pour 2021-2027. Ce débat a fait suite à la présentation, par la présidence finlandaise, du cadre de négociation du CFP assorti de chiffres,.

### Relations extérieures

#### Relations avec la Russie
La chancelière Merkel et le président Macron ont informé les dirigeants quant à la mise en œuvre des accords de Minsk, à la suite de la réunion en format Normandie qui s'est tenue le 9 décembre 2019 à Paris. Les dirigeants de l'UE sont convenus de reconduire les sanctions économiques contre la Russie pour une nouvelle période de six mois.

#### Turquie
Les dirigeants de l'UE ont discuté des relations avec la Turquie, au regard des actions qu'elle mène en Méditerranée orientale et en mer Égée. Ils ont rappelé les précédentes conclusions du Conseil condamnant les activités de forage illégales de la Turquie en Méditerranée orientale. Ils ont également dénoncé le protocole d'accord entre la Turquie et la Libye sur la délimitation des juridictions maritimes et ont réaffirmé leur totale solidarité avec la Grèce et Chypre à ce sujet.

### Brexit
Formellement réunis en Conseil européen extraordinaire (article 50) le 13 décembre, les dirigeants de l'UE à 27 ont débattu du Brexit et de la préparation des négociations sur les relations futures entre l'UE et le Royaume-Uni après le retrait. Ils ont appelé à la ratification rapide et à la mise en œuvre effective de l'accord de retrait.

## Sources

#### Documents de l'UE - Conseil européen
- Conseil européen, 12-13 décembre 2019 - Principaux résultats, Secrétariat général du Conseil (lire en ligne).
- « Conseil européen extraordinaire (article 50), 13 décembre 2019 », sur Consilium.
- Conclusions du Conseil européen, 12 décembre 2019, Secrétariat général du Conseil (lire en ligne).
- Ursula von der Leyen, « Une Union plus ambitieuse Mon programme pour l’Europe », sur ec.europa.eu, septembre 2019.

#### Documents de l'UE - Brexit
- « Brexit : Introduction et chronologie », sur Consilium, 18 octobre 2019 (consulté le 20 octobre 2019).

#### Documents de l'UE - MFF
- « Cadre financier pluriannuel 2021-2027: négociations », sur Consilium, 2019.
- (en) « Multiannual Financial Framework (MFF) 2021-2027: Negotiating Box with figures », sur Consilium, 5 décembre 2019.

#### Documents de l'UE - Pacte vert pour l'Europe
- Commission européenne, « Un pacte vert pour l’Europe - Ambitionner d’être le premier continent neutre pour le climat », sur ec.europa.eu, 11 décembre 2019 (consulté le 14 décembre 2019).
- « Communication de la Commission au Parlement européen, au Conseil européen, au Conseil, au Comité économique et social européen et au Comité des régions - Le pacte vert pour l'Europe », sur ec.europa.eu, 11 décembre 2019.

#### Articles
- Jean-Pierre Stroobants et Virginie Malingre, « Au sommet européen de Bruxelles, une volonté de réformer », Le Monde,‎ 13 décembre 2019 (lire en ligne).
- « Les Vingt-Sept saluent la «victoire claire» de Boris Johnson », Le Figaro,‎ 13 décembre 2019 (lire en ligne).
- Anne Rovan, « UE: la Pologne reste à quai sur la neutralité carbone », Le Figaro,‎ 13 décembre (lire en ligne).

#### Autres sources
- « Les négociations sur le futur cadre budgétaire pluriannuel de l’UE pour 2021-2027. Le fameux MFF (dossier N°75) », sur Bruxelles2 (consulté le 20 octobre 2019).
- « Le budget de l'Union européenne », sur Toute l'Europe, 20 juin 2019 (consulté le 20 octobre 2019).

## Compléments